# Фоковці
Фоковці (словен. Fokovci) — поселення в общині Моравське Топлице, Помурський регіон, Словенія. Висота над рівнем моря: 317,6 м.